# Транзистор
Транзистор је активни полупроводнички елемент са три извода (два приступа) који се користи као појачање (најзначајнија примена), прекидање струје, у колима за стабилизацију напона, модулацију сигнала и многе друге операције.
Назив транзистора је изведеница од две речи (transfer - преносни, resistor - отпор).
У почетку је називан и кристална триода, по еквивалентној електронској цеви по имену триода.
Транзистори се према начину рада деле у две главне групе: биполарне транзисторе код којих проводност зависи од мањинских носилаца електричног набоја (електронима у NPN или шупљинама у PNP типу) те униполарне транзисторе код којих проводност зависи само од већинских носилаца електричног набоја (електронима у N-каналном или шупљинама у P-каналном типу).
Под појмом транзистор најчешће се подразумева раније откривени биполарни транзистор, а када се говори о униполарном транзистору редовно се наглашава о којој се врсти униполарног транзистора ради.

## Развој
Термоелектрична триода, вакуумска цев је изум из 1907, који је омогућио развој појачавачке радио технологије и телефоније преко великих растојања. Триода је међутим била крхки уређај који је конзумирао знатне количине струје. Године 1909. је физичар Вилијам Еклес открио кристално диодни осцилатор. Немачки физичар Јулиус Едгар Лилифелд је поднео патент за транзистор са ефектом поља (FET) у Канади 1925, чија намена је била да буде замена за триоду у чврстом стању. Лилинфелд је такође поднео идентичне патенте у САД 1926 и 1928. Међутим, Лилинфелд није објавио своја истраживања овог уређаја у научним часописима, нити су његови патенти наводили специфичне примере радног прототипа. Будући да је производња висококвалитетних полуводичких материјала била још деценија удаљена, Лилинфелдове идеје о појачивачу у чврстом стању не би нашле практичну примену до 1920-тим и 1930-тим, чак и да су уређаји били направљени. Године 1934, немачки изумитељ Оскар Хеил је патентирао слични уређај у Европи.
Први транзистор су направили Вилијам Шокли, Џон Бардин и Валтер Бретејн 23. децембра 1947. године у Беловим лабораторијама. Шокли, Бардин и Бретејн су добили Нобелову награду за свој изум „за њихова истраживања полупроводника и откриће транзисторског ефекта“.
Пре проналаска биполарног транзистора користиле су се електронске цеви које су имале битне недостатке (цена, потрошња енергије, димензије...) али и предности (цеви се и данас понекад користе за посебне намене због мање осетљивости на нуклеарно зрачење, велике снаге, и као елементи у аудиофилским аналогним појачалима...). Најближи еквивалент транзистору је била електронска цев - триода.

## Конструкција
Направљен је од германијума (Ge), силицијума (Si), или неког другог полупроводничког материјала. Полупроводнички материјали се обично понашају као изолатори, али ако се допирају примесама потпуно мењају особине. Ако се допирају (загаде) неким од хемијских елемената који припадају донорима појављује се вишак позитивних P наелектрисања, а ако се допирају акцепторима појављује се вишак негативних N носилаца наелектрисања. Такав материјал почиње да се понаша као проводник. Када се у истом материјалу направи да постоје и N и P зоне, појављује се нови ефекат, полупроводљивост. Транзистор се састоји из три слоја P и N полупроводника са којих се изводе контакти: емитора (Е), базе (B) и колектора (C). Разликујемо два типа биполарних транзистора PNP и NPN означених по редоследу слојева. Транзистори се праве као дискретне (засебне) компоненте или у оквиру интегрисаних кола (чипова). За интеграцију је кључна појава MOSFET (транзистор са ефектом поља) транзистора који су због својих малих димензија и специфичне технологије израде готово потиснули биполарне транзисторе. Данас се сваки власник рачунара може похвалити да има милионе MOSFET транзистора у процесору.

## Рад
Основна функција транзистора је да контролише проток струје. Транзистор функционише тако што са малом струјом у колу емитер-база можемо управљати знатно јачом струјом у колу емитер-колектор. Ова појава назива се транзисторски ефекат. Најбоља аналогија која објашњава транзистор је славина за воду. Вентил на воденој славини контролише проток воде. Код транзистора се тај вентил назива база (енгл. base) или капија (енгл. gate) код ФЕТ-ова (Field Effect Transistor).
Појачање транзистора изражава се као фактор струјног појачања у спојевима са заједничким емитером:
{\displaystyle \beta =I_{\mathrm {c} }/I_{\mathrm {b} }\,}
Где су:
- β фактор појачања транзистора
- {\displaystyle I_{\mathrm {c} }} Струја колектора
- {\displaystyle I_{\mathrm {b} }} Струја базе

За правилан рад транзистора потребно је поларизовати транзистор (довести му напајање) као и с обзиром на његову преосетљивост на промену температуре, стабилизацију радне тачке у односу на колектор и емитер.

## Биполарни транзистор
Биполарни су транзистори грађени тако да допирањем чистог полупроводника, нпр. силицијума или германијума, настаје структура у којој се између два подручја истог типа проводности (P или N) налази подручје супротног типа проводности (N или P). Зависно од тога могућа су два типа биполарних транзистора који се означавају као:
- (позитивно-негативно-позитивно)
- (негативно-позитивно-негативно)

Код биполарних транзистора се разликују:
- базу []
- емитер []
- колектор []

на које су спојени изводи помоћу којих се транзистор спаја у спољашње електрично коло. База и емитер чине у нормалном активном начину рада пропустно поларизиран PN спој (код NPN транзистора), за разлику од колектора и базе који у нормалном активном начину рада чине непропустно поларизиран PN спој.
Принцип рада транзистора се заснива на инјекцији мањинских носилаца из емитера у базу и њиховом транспорту до колектора. Како је напон на споју база-емитер мањи од напона на споју колектор-база, а такође је и струја која тече у базу мања од струја емитера и колектора значи да транзистор омогућује управљање потрошњом у колу веће снаге помоћу кола у којем се троши мања снага. Зависно о томе која је електрода за оба кола заједничка транзистор се може користити у три различита споја.
У споју са заједничком базом остварује се само појачање напона, у споју са заједничким колектором само појачање струје, а споју са заједничким емитером појачава се и напон и струја, па је појачање снаге највеће.
За делотворан рад транзистора је битно да струја која тече у базу буде што мања. Два фактора која на то утичу су фактор инјекције и транспортни фактор. Фактор инјекције зависи од односа броја носилаца који се инјектирају из емитера у базу према броју носилаца који се инјектирају из базе у емитер. Повољан се однос постиже када је емитер знатно више допиран од базе.
Транспортни фактор зависи од броја инјектираних носилаца који се рекомбинирају у бази, а за њега је битно да база буде довољно танка како би носиоци стигли до колекторског споја пре него што се рекомбинирају.
Било да се ради о PNP или NPN типу транзистора оба обављају исту функцију. Разлика је у поларитетима спољних напона и струја, те у врсти носилаца електричне струје. У PNP типу транзистора главни су носиоци електричне струје шупљине, а у NPN типу транзистора су то електрони.

## Параметри биполарног транзистора
Биполарни транзистор примарно се сматра струјним активним извором где истосмерна колекторска струја зависи од струје базе:
{\displaystyle I_{C}=f(I_{B})\,}
Биполарни транзистор као активни електрични извор се представља у електроничким колима с надоместним управљаним струјним извором.

### Динамичко струјно појачање
За разлику од истосмерног струјног појачања које се дефинише као:
{\displaystyle \beta ={\frac {I_{C}}{I_{B}}}\,}
динамички фактор струјног појачања  се дефинише као струјно појачање за мали електрични сигнал у одређеној радној тачки транзистора:
{\displaystyle h_{FE}=\left|{\frac {\vartriangle i_{c}}{\vartriangle i_{b}}}\right|_{U_{c}=konst}.}
Размотре ли се мале наизменичне струје биполарни транзистор се може предочити активним струјно управљаним струјним извором називне струје :
{\displaystyle {i_{c}}=h_{FE}i_{b},\,}
где је  наизменична компонента колекторске струје,  динамички фактор струјног појачања, а  улазна побудна струја базе.
Фактор струјног појачања може попримати вредности од неколико десетака до неколико стотина, зависно од намене и технологије израде.

### Улазни динамички отпор
Величина улазног динамичког отпора одређена је положајем радне тачке на улазној  карактеристици. Како је струја базе у зависности од напона база/емитер одређена са:
{\displaystyle I_{B}=I_{s}e^{\frac {U_{BE}}{kT}}\,}
где је  струја базе,  реверзна струја засићења,  напон база/емитер, k Болтзманова константа, а T апсолутна температура у 0K. Следи да је улазна динамичка проводност одређена као:
{\displaystyle G_{ul}={\frac {d{I_{B}}}{d{U_{BE}}}}={\frac {I_{s}}{kT}}e^{\frac {U_{BE}}{kT}}\,},
где је тада динамички улазни отпор једнак:
{\displaystyle R_{ul}={\frac {dU_{BE}}{dI_{B}}}={\frac {kT}{I_{s}}}e^{-{\frac {U_{BE}}{kT}}}\,},
Динамички улазни отпор величина је која изразито овиси о радној точки транзистора. У запорном подручју је улазни отпор велик, а у пропустном се брзо смањује нарочито за напон база/емитер  већи од прага вођења који је за силицијеве транзисторе негдје између О,5 и О,6 V. Како ће физички већи транзистори имати у правилу и већу реверзну струју засићења, излазни транзистори снаге имају сходно томе и мањи динамички улазни отпор, што се види и из њихове улазне  карактеристике. Транзистор у засићењу ради као укључена склопка.

### Унутрашњи динамички отпор
Унутрашњи динамички отпор одређује се као однос мале промене колекторског напона и мале промене колекторске струје у радној тачки транзистора, а уз константну струју базе:
{\displaystyle R_{i}=\left|{\frac {\vartriangle U_{c}}{\vartriangle I_{c}}}\right|_{I_{b}=konst}}
Унутрашњи динамички отпор транзистора је велик за све савремене силицијумоеве биполарне транзисторе те је излазни колекторски наизменични напон зависан највећим делом од величине оптеретног отпора.

## Напонско појачање у споју заједничког емитера
Биполарни транзистор представља за наизменични електрични сигнал струјно управљан електрични извор струје и представља се надоместним извором унутрашњег отпора  и струје
{\displaystyle {i_{c}}=h_{FE}i_{ul}\,},
где је  динамички фактор струјног појачања, а  побудна струја која тече кроз базу биполарног транзистора. Међутим, у честим околностима где је динамички електрични отпор који се појављује на улазним електродама биполарног транзистора знатно већи од унутрашњег отпора електричног извора који се прикључује на базу и емитер биполарног транзистора, ова једнакост се може приказати у нешто друкчијем облику
{\displaystyle {i_{c}}=h_{FE}{\frac {u_{ul}}{R_{ul}}}}
где је  улазни напон који долази из напонског извора, а  динамички отпор на улазу транзистора.
Пад напона  на оптеретном отпору биће зависан од међусобног односа оптеретног отпора и унутрашњег отпора извора
{\displaystyle {u_{R}}=-h_{FE}{\frac {u_{ul}}{R_{ul}}}{\frac {{R_{t}}{R_{i}}}{R_{t}+R_{i}}}}
те је напонско појачање појачала с биполарним транзистором одређено према једнакости
{\displaystyle {A_{V}}=-{\frac {h_{FE}}{R_{ul}}}{\frac {{R_{t}}{R_{i}}}{R_{t}+R_{i}}}}
Напонско појачање електроничког склопа с биполарним транзисторима одређено је, дакле, првенствено фактором динамичког струјног појачања и динамичком улазном импенданцијом биполарног транзистора те међусобним односом оптеретног отпора и унутрашњег отпора извора. Појачање има негативан предзнак јер повећање улазног измјеничног напона на бази транзистора има за посљедицу смањење колекторског напона на излазу.

## Понашање на вишим фреквенцијама

### Улазна импеданса
Улазну импедансу биполарног транзистора сачињавају њен радни део, улазни отпор  и резултантна улазна капацитивност коју чини с једне стране капацитет база/емитер , а с друге стране капацитет колектор/база  који се пресликава у улазни круг увећан за напонски фактор појачања склопа у који је уграђен биполарни транзистор (Милеров ефекат):
{\displaystyle \ C_{r}=C_{g}k+A_{V}C_{a}g}
где је тада улазна импеданса одређена једнакости:
{\displaystyle Z_{u}l={\frac {1}{j\omega C_{r}}}}.
Улазна импеданса триоде је на тај начин осетно мања у поређењу са тетродом и пентодом код којих су другом решетком улазни и излазни круг практично потпуно одвојени.

### Излазна импеданса
Унутрашњи, односно излазни динамички отпор електронске цеви на нижим и средњим фреквенцијама одређен је карактеристикама разматране електронске цеви, где ће триода у том смислу имати релативно мали унутрашњи отпор, тетрода осетно већи, а пентода највећи. Сразмерно величини унутрашњег отпора расте и могућност напонског појачања електронске цеви те ће пентода имати најмање за ред величине веће напонско појачање. При вишим фреквенцијама ваља рачунати на утицај свих међуелектродних капацитета што ће се очитавати као пад појачања при вишим фреквенцијама, а услед деловања међуелектродних капацитета који се у излазном кругу појављују као капацитивно оптерећење зависно од фреквенције.

## Униполарни транзистор
Код униполарних транзистора, за разлику од биполарних, у вођењу струје суделује само једна врста електричног набоја (или електрони или шупљине). Називају се транзистори са ефектом поља (скраћено , а нем. Feldeffekt Transistor). Својство им је да имају изразито велики улазни отпор те се могу сматрати напонски управљаним активним извором.
Униполарни транзистори зависно од технологије израде могу бити
- Спојни (скраћено , а нем. Sperrschicht-FET)
- С изолираним засуном (енгл. , скраћено
- Метал оксидни (скраћено , а нем. Isolierschicht-FET).
- Вертикални метал оксидни (скраћено VMOSFET)

Униполарни транзистори могу још обзиром на тип полуводича бити н-канални или п-канални, а обзиром на допирање могу бити изведени као обогаћен или осиромашен тип.

## Фототранзистор
Знатно већу осетљивост на светлост у поређењу с фотодиодама имају фототранзистори. Међутим, брзина рада им је знатно мања од брзине рада фотодиоде. Време укључења, а посебно искључења, знатно је дуже, реда величине неколико микросекунди, док код фотодиоде може бити мање од наносекунде. Деловање фототранзистора слично је деловању обичних биполарних транзистора с тим да се струја базе ствара осветљењем PN споја база-колектор. Фототранзистор се може предочити с помоћу споја биполарног транзистора и фотодиоде спојене између колектора и базе. Кад је транзистор неосветљен њиме тече само врло мала тамна струја коју чини преостала струја колектора реда величине од неколико наноампера до неколико десетака наноампера.
| Биполарни |  |  |          |
|           |  |  | -канални |
|           |  |  | -канални |

## Значај
Транзистор се сматра за један од највећих изума у историји човечанства. Ту се такође налазе и штампа, компас, часовник, оптичко сочиво, парна машина, мотор са унутрашњим сагоревањем, телеграф, телефон и микропроцесор. Он је саставни део скоро свих данашњих електричних уређаја где игра кључну улогу активне компоненте. Данас се транзистори производе у огромним количинама у високо аутоматизованим процесима по ниским ценама. Ниска цена транзистора и универзална применљивост га чини скоро идеалним градивним елементом сваког електронског кола.